# Rhodospatha cardonae
Rhodospatha cardonae G.S.Bunting – gatunek wieloletnich, wiecznie zielonych pnączy z rodziny obrazkowatych, endemicznych dla Amazonas w Wenezueli, zasiedlających wilgotne lasy równikowe.